# 1897 en science-fiction
| Années de la science-fiction : 1894 - 1895 - 1896 - 1897 - 1898 - 1899 - 1900    |
| Décennies de la science-fiction : 1860 - 1870 - 1880 - 1890 - 1900 - 1910 - 1920 |

L'année 1897 a connu, en matière de science-fiction, les faits suivants :

## Naissances et décès

### Naissances
- 30 novembre : L. Taylor Hansen, écrivaine américaine[1], morte en 1976.

## Parutions littéraires
- L'Homme invisible par H. G. Wells.
- Auf zwei Planeten par Kurd Lasswitz.